# Знак отличия «За благодеяние»

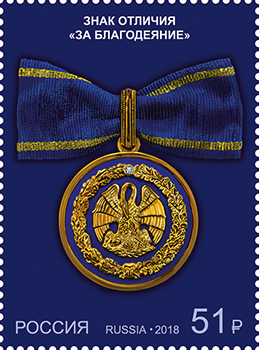
Знак отличия «За благодеяние» на почтовой марке России 2018 года из серии «Государственные награды Российской Федерации».

Знак отличия «За благодеяние» — государственная награда Российской Федерации.

## История награды
Знак отличия «За благодеяние» учреждён Указом Президента Российской Федерации Д. А. Медведева от 3 мая 2012 года № 573 «Об учреждении ордена Святой великомученицы Екатерины и знака отличия „За благодеяние“».
Дизайн награды был разработан ювелирным центром «Русские ремёсла», после чего поступил на утверждение в Управление президента Российской Федерации по государственным наградам.

## Положение о знаке отличия
1. Знаком отличия «За благодеяние» награждаются граждане Российской Федерации, а также граждане иностранных государств:
- за большую благотворительную деятельность по поддержке детских домов, домов престарелых, приютов, хосписов и медицинских учреждений, расположенных в Российской Федерации;
- за активную общественную деятельность, направленную на повышение уровня нравственности и толерантности в обществе, пропаганду общечеловеческих ценностей, защиту прав человека, борьбу с распространением социально опасных заболеваний и привычек;
- за большие заслуги в деле развития российской науки, культуры, образования и здравоохранения;
- за содействие общественным организациям и религиозным объединениям в осуществлении социально значимых мероприятий;
- за активную деятельность, направленную на укрепление института семьи и брака.
- за значительный личный вклад в развитие добровольческой деятельности (волонтёрства), сохранение традиций милосердия, реализацию социально значимых проектов, безвозмездную помощь людям[3].

2. Знак отличия «За благодеяние» носится на правой стороне груди и располагается перед знаком отличия «За наставничество».
3. Для особых случаев и возможного повседневного ношения предусматривается ношение миниатюрной копии знака отличия «За благодеяние». Миниатюрная копия знака отличия «За благодеяние» носится на левой стороне груди.
4. При ношении на форменной одежде ленты знака отличия «За благодеяние» на планке она располагается после ленты медали ордена «Родительская слава».

## Описание знака отличия

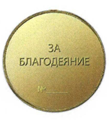
Оборотная сторона

Знак из серебра с позолотой. Он представляет собой круглую медаль диаметром 32 мм с выпуклым бортиком с обеих сторон.
Лицевая сторона знака покрыта синей эмалью. В центре знака — накладное золотистое изображение пеликана, кормящего своей кровью птенцов. По окружности расположен венок из дубовых и виноградных листьев.
На оборотной стороне знака — рельефная надпись: «ЗА БЛАГОДЕЯНИЕ» и номер знака отличия.
Знак при помощи кольца соединяется с лентой, уложенной бантом.
Лента шёлковая, муаровая, синего цвета с золотистой каймой по краям. Ширина ленты — 24 мм, ширина золотистой каймы — 2 мм. Расстояние от каймы до края ленты — 2 мм.
Миниатюрная копия знака носится на ленте, уложенной бантом. Диаметр знака — 16 мм, ширина ленты — 12 мм.
При ношении на форменной одежде ленты знака отличия «За благодеяние» используется планка высотой 8 мм, ширина ленты — 24 мм.

## Награждения

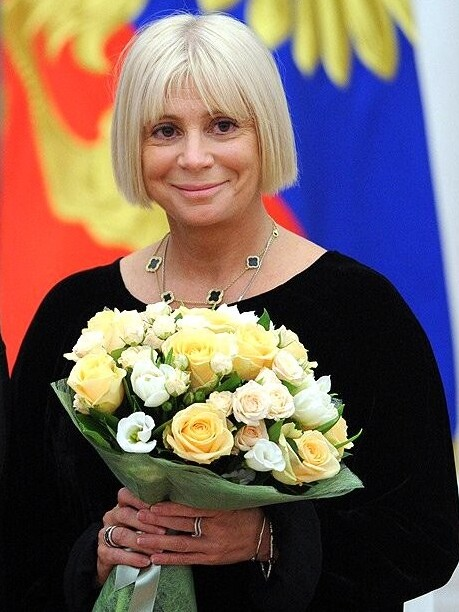
Фаина Захарова на церемонии награждения.
Москва, Кремль. 29 октября 2013

### 2012 год (3 человека)
1. Голечкова, Соня (3 мая 2012 года, № 574) — заместитель председателя военно-исторического общества «Клуб Красной Армии», Чешская Республика [5].
2. Куницына, Наталья Михайловна (3 мая 2012 года, № 574) — директор, врач общества с ограниченной ответственностью «Медицинский центр „Поколение“», город Белгород[5].
3. Федермессер, Анна Константиновна (3 мая 2012 года, № 574) — президент благотворительного фонда помощи хосписам «Вера», учредитель и президент фонда формирования и использования целевого капитала для помощи хосписам «Вера»[5].

### 2013 год (2 человека)
1. Балашов, Александр Алексеевич (17 мая 2013 года, № 489) — генеральный директор федерального государственного бюджетного учреждения "Оздоровительный комплекс «Бор» Управления делами Президента Российской Федерации, Московская область[6].
2. Захарова, Фаина Яковлевна (19 октября 2013 года, № 783) — президент благотворительного фонда спасения тяжелобольных детей «Линия жизни», Москва[7].

### 2014 год (4 человека)
1. Якунин, Вадим Сергеевич (14 января 2014 года, № 18) — председатель совета директоров открытого акционерного общества «ПРОТЕК», советник президента открытого акционерного общества «ПРОТЕК», город Москва[8].
2. Ткаченко, Александр Евгеньевич (13 февраля 2014 года, № 74) — специалист по развитию Санкт-Петербургского государственного автономного учреждения здравоохранения «Хоспис (детский)»[9].
3. Алекперова, Нелли Юсуфовна (14 августа 2014 года, № 568) — президент некоммерческой организации "Благотворительный фонд «ЛУКОЙЛ», город Москва[10].
4. Такахаси Тосихико (28 октября 2014 года, № 695) — исполнительный директор общества с ограниченной ответственностью «Петербург Кэпитал Пи-Ти-И», гражданин Японии [11].

### 2015 год (5 человек)
1. Пак, Валентин (20 января 2015 года, № 25) — председатель правления Ассоциации корейских организаций Приморского края[12].
2. Аббасова, Анна Аязовна (3 февраля 2015 года, № 48) — президент Благотворительного фонда социальной помощи детям «Расправь крылья!», город Москва[13].
3. Большакова, Мария Артёмовна (23 марта 2015 года, № 151) — председатель Совета Общероссийской общественной благотворительной организации «Союз семей военнослужащих России», город Москва[14].
4. Глинка, Елизавета Петровна (23 марта 2015 года, № 151) — исполнительный директор Международной общественной организации «Справедливая помощь», город Москва[14].
5. Зубицкий, Борис Давыдович (22 декабря 2015 года, № 649) — депутат Государственной Думы Федерального Собрания Российской Федерации[15].

### 2016 год (7 человек)
1. Абрамов, Александр Григорьевич (11 июня 2016 года, № 282) — председатель совета директоров общества с ограниченной ответственностью «ЕвразХолдинг», город Москва[16].
2. Вексельберг, Виктор Феликсович (11 июня 2016 года, № 282) — председатель совета директоров закрытого акционерного общества "Группа компаний «РЕНОВА», город Москва[16].
3. Мельниченко, Андрей Игоревич (11 июня 2016 года, № 282) — председатель совета директоров акционерного общества «Сибирская угольная энергетическая компания», город Москва[16].
4. Мордашов, Алексей Александрович (11 июня 2016 года, № 282) — председатель совета директоров публичного акционерного общества «Северсталь», Вологодская область[16].
5. Усманов, Алишер Бурханович (11 июня 2016 года, № 282) — меценат, город Москва[16].
6. Дерипаска, Олег Владимирович (4 июля 2016 года, № 320) — президент филиала закрытого акционерного общества «РУСАЛ Глобал Менеджмент Б. В.» в городе Москве[17].
7. Петрова, Елена Алексеевна (20 сентября 2016 года, № 481) — председатель правления некоммерческого детского благотворительного фонда имени Алёны Петровой, Томская область[18].

### 2017 год (5 человек)
1. Шумейко, Александр Николаевич (25 января 2017 года, № 34) — советник председателя правления Пенсионного фонда Российской Федерации аппарата при руководстве Пенсионного фонда Российской Федерации[19].
2. Антонова, Ирина Александровна (20 марта 2017 года, № 119) — президент федерального государственного бюджетного учреждения культуры «Государственный музей изобразительных искусств имени А. С. Пушкина», город Москва[20].
3. Винер-Усманова Ирина Александровна (18 мая 2017 года, № 215) — главный тренер спортивной сборной команды Российской Федерации по художественной гимнастике федерального государственного бюджетного учреждения «Центр спортивной подготовки сборных команд России», город Москва[21].
4. Кобзон, Иосиф Давыдович (10 сентября 2017 года, № 416) — первый заместитель председателя Комитета Государственной Думы по культуре[22].
5. Явник, Геннадий Андреевич (24 октября 2017 года, № 512) — генеральный директор некоммерческой организации Международного Благотворительного Фонда «Константиновский», город Санкт-Петербург[23].

### 2018 год (2 человека)
1. Семенихин, Владимир Анатольевич (18 июля 2018 года, № 425) — президент Фонда культуры «Екатерина» (Княжество Монако), гражданин Российской Федерации  [24].
2. Кауфман, Марк Арнольдович (25 октября 2018 года, № 608) — президент Благотворительного фонда Марка Кауфмана, город Москва[25].

### 2019 год (5 человек)
1. Бабий, Владимир Евстахиевич (28 марта 2019 года, № 132) — председатель совета директоров общества с ограниченной ответственностью «ФармЭко», город Москва[26].
2. Погосян, Грачья Мисакович (9 августа 2019 года, № 373) — директор по связям с общественностью общества с ограниченной ответственностью «РосВоенСтрой», город Санкт-Петербург[27].
3. Чубарьян, Александр Оганович (19 сентября 2019 года, № 459) — научный руководитель федерального государственного бюджетного учреждения науки Института всеобщей истории Российской академии наук, город Москва[28].
4. Пашазаде, Аллахшукюр Гуммет оглы (11 ноября 2019 года, № 546) — председатель Управления мусульман Кавказа, гражданин Азербайджанской Республики [29].
5. Стародубцев, Виктор Васильевич (27 декабря 2019 года, № 622) — директор автономной некоммерческой организации «Железногорский хоспис им. Василия и Зои Стародубцевых», Красноярский край[30].

### 2020 год (19 человек)
1. Манц, Любовь Игнатьевна (20 июля 2020 года, № 467) — председатель правления компании «Манц Прайваси Хотелс Свитцерланд АГ», Швейцарская Конфедерация [31].
2. Беликова, Шекер Мурадалиевна (12 октября 2020 года, № 617) — заведующая отделением государственного автономного учреждения здравоохранения Тюменской области «Городская поликлиника № 8»[32].
3. Ватомская, Ольга Сергеевна (12 октября 2020 года, № 617) — директор благотворительного фонда помощи животным «Я свободен», Ленинградская область[32].
4. Зимова, Юлия Константиновна (12 октября 2020 года, № 617) — руководитель департамента приоритетных проектов и стратегических инициатив управления общественного проектирования Общероссийского общественного движения "НАРОДНЫЙ ФРОНТ «ЗА РОССИЮ», город Москва[32].
5. Лопанова, Ирина Михайловна (12 октября 2020 года, № 617) — преподаватель государственного бюджетного профессионального образовательного учреждения Владимирской области «Владимирский базовый медицинский колледж»[32].
6. Мамонтова, Мария Дмитриевна (12 октября 2020 года, № 617) — координатор направления «Волонтёрская помощь медицинским организациям» Московского регионального отделения Всероссийского общественного движения добровольцев в сфере здравоохранения «Волонтёры-медики»[32].
7. Метелев, Артём Павлович (12 октября 2020 года, № 617) — председатель Совета Ассоциации волонтёрских центров, город Москва[32].
8. Миронова, Алёна Андреевна (12 октября 2020 года, № 617) — старший преподаватель федерального государственного бюджетного образовательного учреждения высшего образования «Красноярский государственный медицинский университет имени профессора В. Ф. Войно-Ясенецкого»[32].
9. Морозова, Мария Андреевна (12 октября 2020 года, № 617) — генеральный директор Благотворительного фонда Елены и Геннадия Тимченко, город Москва[32].
10. Назарова, Юлия Давидовна (12 октября 2020 года, № 617) — президент Благотворительного фонда "Фонд продовольствия «Русь», город Москва[32].
11. Савчук, Павел Олегович (12 октября 2020 года, № 617) — председатель Всероссийского общественного движения добровольцев в сфере здравоохранения «Волонтёры-медики», город Москва[32].
12. Семенко, Виктор Леонидович (12 октября 2020 года, № 617) — председатель совета Новосибирской региональной общественной организации инвалидов колясочников "Центр Независимой Жизни «ФИНИСТ»[32].
13. Сергеев, Григорий Борисович (12 октября 2020 года, № 617) — директор автономной некоммерческой организации «Центр поиска пропавших людей», город Москва[32].
14. Сторожук, Яна Валентиновна (12 октября 2020 года, № 617) — руководитель благотворительного фонда помощи детям «Край добра», Краснодарский край[32].
15. Якунчикова, Мария Сергеевна (12 октября 2020 года, № 617) — заместитель председателя Всероссийского общественного движения добровольцев в сфере здравоохранения «Волонтёры-медики», город Москва[32].
16. Ришар, Элен Дениз Люсетт (5 ноября 2020 года, № 675) — президент ассоциации «Для Кунгура», гражданка Французской Республики [33].
17. Камбурова, Елена Антоновна (5 ноября 2020 года, № 675) — художественный руководитель государственного бюджетного учреждения культуры города Москвы «Театр Музыки и Поэзии п/р Е. Камбуровой»[33].
18. Корнева, Зинаида Антоновна (23 ноября 2020 года, № 732) — город Санкт-Петербург[34].
19. Урманчеева, Маргарита Алексеевна (28 декабря 2020 года, № 815) — президент Санкт-Петербургской ассоциации общественных объединений родителей детей-инвалидов «ГАООРДИ»[35].

### 2021 год (8 человек)
1. Груздев, Владимир Сергеевич (12 февраля 2021 года, № 83) — председатель правления Общероссийской общественной организации «Ассоциация юристов России», город Москва[36].
2. Козицын, Андрей Анатольевич (12 февраля 2021 года, № 83) — генеральный директор открытого акционерного общества «Уральская горно-металлургическая компания», Свердловская область[36].
3. Нисанов, Год Семёнович (12 февраля 2021 года, № 83) — председатель совета директоров общества с ограниченной ответственностью «Киевская площадь 1», город Москва[36].
4. Орешкин, Александр Станиславович (12 февраля 2021 года, № 83) — руководитель государственного бюджетного учреждения города Москвы «Автомобильные дороги»[36].
5. Кононенко, Станислав Петрович (11 мая 2021 года, № 269) — председатель регионального общественного движения инвалидов-колясочников Ханты-Мансийского автономного округа — Югры «Преобразование»[37].
6. Высоцкая, Танзиля Мирсаяфовна (11 июля 2021 года, № 413) — член автономной некоммерческой организации "Женский клуб «Глория», Пермский край[38].
7. Кадырова, Аймани Несиевна (11 июля 2021 года, № 413) — президент Регионального общественного фонда имени Героя России Ахмата Кадырова[38].
8. Шамсутдинов, Ильсур Зинурович (25 июля 2021 года, № 434) — председатель совета директоров акционерного общества «Полипласт», город Москва[39].

### 2022 год (8 человек)
1. Гавриленко, Марина Николаевна (14 июня 2022 года, № 375) — педагог-организатор государственного бюджетного образовательного учреждения города Севастополя «Средняя общеобразовательная школа № 31», председатель региональной общественной организации "Севастопольское объединение поисковых отрядов «Долг»[40].
2. Запорожко, Александр Павлович (14 июня 2022 года, № 375) — командир поискового отряда «Память» региональной общественной организации "Севастопольское объединение поисковых отрядов «Долг»[40].
3. Сушко, Галина Ильинична (14 июня 2022 года, № 375) — библиотекарь краевого государственного бюджетного учреждения «Алтайская краевая специальная библиотека для незрячих и слабовидящих»[40].
4. Ковалевская, Надежда Евгеньевна (8 июля 2022 года, № 436) — председатель Ненецкой окружной организации Всероссийского общества инвалидов[41].
5. Потапова, Наталья Сергеевна (12 декабря 2022 года, № 910) — заместитель начальника управления федерального государственного бюджетного образовательного учреждения высшего образования «МИРЭА — Российский технологический университет», первый заместитель руководителя Всероссийской общественной молодёжной организации «Всероссийский студенческий корпус спасателей», город Москва[42].
6. Ряполова, Татьяна Игоревна (12 декабря 2022 года, № 910) — педагог-организатор бюджетного образовательного учреждения дополнительного образования города Омска «Детский эколого-биологический центр»[42].
7. Медведева, Светлана Владимировна (30 декабря 2022 года, № 980) — президент Фонда социально-культурных инициатив, город Москва[43].
8. Орлов, Сергей Вадимович (30 декабря 2022 года, № 980) — председатель совета директоров акционерного общества «Ярославский технический углерод имени В. Ю. Орлова»[43].

### 2023 год (4 человека)
1. Косовских, Евгений Николаевич (27 апреля 2023 года, № 304) — директор автономной некоммерческой организации социальной помощи нуждающимся «Другая медицина», Челябинская область[44].
2. Санжаров, Иван Иванович (27 апреля 2023 года, № 304) — директор автономной некоммерческой организации «Лесопитомник «Кедры Родины», Калининградская область[44].
3. Басов, Андрей Владимирович (27 июня 2023 года, № 477) — протоиерей, настоятель местной православной религиозной организации Прихода Александро-Невского Собора города Барнаула Алтайского края Барнаульской Епархии Русской Православной Церкви[45].
4. Одинцов, Сергей Александрович (10 июля 2023 года, № 512) — инженер по снабжению общества с ограниченной ответственностью «Магнит», Ивановская область[46].

### 2024 год (6 человек)
1. Кушнарёва, Ирина Владимировна (1 марта 2024 года, № 149) — главный специалист по развитию Санкт-Петербургского государственного автономного учреждения здравоохранения «Хоспис (детский и взрослый)»[47].
2. Одегова, Оксана Леонидовна (13 июня 2024 года, № 486) — директор благотворительного фонда «География Добра», Костромская область[48].
3. Лопаткина, Ульяна Вячеславовна (6 сентября 2024 года, № 745) — артистка балета федерального государственного бюджетного учреждения культуры «Государственный академический Мариинский театр», город Санкт-Петербург[49].
4. Дьяковский, Кирилл Владимирович (6 сентября 2024 года, № 745) — генеральный директор акционерного общества «Третий парк», член Попечительского совета Санкт-Петербургской региональной общественной организации «Клуб Дзюдо Турбостроитель»[49].
5. Реутов, Сергей Константинович (6 сентября 2024 года, № 745) — председатель совета директоров, советник акционерного общества «Сибирская Промышленная Группа», член Попечительского совета Санкт-Петербургской региональной общественной организации «Клуб Дзюдо Турбостроитель»[49].
6. Шапкина, Яна Георгиевна (18 сентября 2024 года, № 800) — помощник генерального директора общества с ограниченной ответственностью «Экологический флот», директор Благотворительного фонда «Старорусская 12», город Санкт-Петербург[50].

### 2025 год (8 человек)
1. Клочко, Елена Юрьевна (30 мая 2025 года, № 351) — председатель совета Общероссийской общественной организации «Всероссийская организация родителей детей-инвалидов и инвалидов старше 18 лет с ментальными и   иными нарушениями, нуждающихся в представительстве своих интересов», город Москва[51].
2. Kуратова, Алёна Александровна (30 мая 2025 года, № 351) — председатель благотворительного фонда «БЭЛА. Дети-бабочки», город Москва[51].
3. Миндерова, Лилия Александровна (16 июня 2025 года, № 399) — управляющий директор акционерного общества «Эн-Системс», член общественной организации «Региональная спортивная федерация Дзюдо Санкт-Петербурга»[52].
4. Муров, Никита Андреевич (16 июня 2025 года, № 399) — генеральный директор общества с ограниченной ответственпостью «Бронка Групп», вице-президент общественной организации «Региональная спортивная федерация Дзюдо Санкт-Петербурга»[52].
5. Шайхетдинов, Фларис Рифкатович (21 июля 2025 года, № 506) — генеральный директор общества с ограниченной ответственностью Машинно-технологической компании «Башсельхозтехника», Республика Башкортостан[53].
6. Шведун, Александр Александрович (21 июля 2025 года, № 506) — глава генерального (фермерского) хозяйства «Эко фуд», Забайкальский край[53].
7. Гебелева, Дарья Владимировна (31 июля 2025 года, № 529) — директор благотворительного фонда помощи людям в сложной жизненной ситуации «Второе дыхание», город Москва[54].
8. Масальцев, Матвей Андреевич (31 июля 2025 года, № 529) — советник председателя Совета Ассоциации волонтёрских центров, город Москва[54].